# Dashrath Manjhi
Dashrath Manjhi (14 de enero de 1934 – 17 de agosto de 2007), también conocido como "Hombre de la Montaña", fue un trabajador en el pueblo de Gehlaur, cerca de Gaya en Bihar, India. Dasharath excavó un camino de más de 110 metros de largo, 9 metros de ancho y casi 8 metros de alto usando solo un martillo y un cincel. Después de 22 años de trabajo, Dashrath acortó el viaje entre los bloques de Atri y Wazirganj de 55 km a 15 km.